# Сагвине
Сагвине (груз. საღვინე) — село в Грузии, на территории Зестафонского муниципалитета края (мхаре) Имеретия.

## География
Село находится в западной части Грузии, на левом берегу реки Квирилы, на расстоянии приблизительно 1 километра (по прямой) к востоку от города Зестафони, административного центра муниципалитета. Абсолютная высота — 200 метров над уровнем моря.

## Население
По результатам официальной переписи населения 2014 года, в Сагвине проживало 240 человек (112 мужчин и 128 женщин). В национальной структуре населения грузины составляли 100 %.
| Год  | Население, человек |
| ---- | ------------------ |
| 2002 | 411                |
| 2014 | ↘ 240              |